# يوكيكو هوريغوشي
يوكيكو هوريغوشي (باليابانية: 堀口悠紀子؛ بالكانا: ほりぐち ゆきこ) هي رسامة رسوم متحركة يابانية، ولدت في 28 يناير 1983 في كيوتو في اليابان.

## وصلات خارجية
- يوكيكو هوريغوشي على موقع IMDb (الإنجليزية)
- يوكيكو هوريغوشي على موقع روتن توميتوز (الإنجليزية)
- يوكيكو هوريغوشي على موقع ميوزك برينز (الإنجليزية)
- يوكيكو هوريغوشي على موقع ديسكوغز (الإنجليزية)
- يوكيكو هوريغوشي على موقع قاعدة بيانات الفيلم (الإنجليزية)
- يوكيكو هوريغوشي على موقع ANN person (الإنجليزية)